# Molly Rose
Molly Daphne Rose, nata Marshall (Cambridge, 26 novembre 1920 – Cupar, 16 ottobre 2016), è stata un'aviatrice e magistrato britannica; ha volato per l'Air Transport Auxiliary durante la seconda guerra mondiale e in seguito ha prestato servizio come magistrato nell'Oxfordshire.

## Biografia
I suoi genitori erano David e Maude Marshall. Il padre fondò la Marshall Motor Holdings nel 1909 e la Marshall Aerospace and Defence Group. Aveva due fratelli maggiori: Arthur, nato il 4 dicembre 1903 e Ronald, nato il 20 marzo 1906 e morto di meningite nel giugno 1907; quattro sorelle maggiori e una minore, Margery (n. 1908), Dorothy (n. 1910), Violet (n. 1913), Mary (n. 1916) e Brenda (n. 1927). La madre morì nel 1930, quando Molly aveva dieci anni e lei e Brenda furono cresciute dalla loro sorella maggiore Violet.
Dopo aver frequentato la Paston House e poi la Slepe Hall a St Ives, nel 1938 Molly fu mandata a Parigi, alla scuola di perfezionamento di Mademoiselle Le Dieux all'8 Avenue de Villaire, da gennaio a giugno.
Volò dapprima come passeggera sul de Havilland Gipsy Moth del fratello Arthur e successivamente iniziò a pilotare e, nel 1938, ottenne la licenza di volo. Il fratello Arthur aveva fondato la Cambridge Flying School. Al ritorno da Parigi, il padre le suggerì di diventare un'apprendista ingegnere e lei lavorò negli hangar dell'azienda di famiglia fino a quando non fu chiamata dall'Air Transport Auxiliary. Più tardi divenne una rappresentante autorevole ed efficace degli azionisti della famiglia nel consiglio di amministrazione dell'azienda.
Nell'ottobre del 1938, a un incontro sociale, incontrò Bernard Rose, studioso di musica al St Catharine's College e direttore della Cambridge University Musical Society. L'autunno seguente, Bernard divenne organista e tutor di musica al Queen's College di Oxford. Molly sposò Bernard Rose nella chiesa parrocchiale di Hove il 19 dicembre 1939. Bernard fu capitano di carri armati in Nord Africa, Italia e infine come aiutante in Normandia, dove fu catturato una settimana dopo il D-day a Villers-Bocages e imprigionato a Oflag 79, vicino a Brunswick, in Germania. Ebbero tre figli. Nel 1957 Bernard assunse l'incarico di organista e maestro del coro al Magdalen College di Oxford. Vissero a Bampton, Oxfordshire, dal 1946 al 1974, quando si trasferirono ad Appleton Manor, vicino ad Abingdon, una proprietà del XIII secolo, che la coppia ristrutturò. Nel 1986 tornarono a Bampton e abitarono a Bampton House. Bernard morì a causa dell'enfisema nel novembre 1996, Molly morì il 16 ottobre 2016 all'età di 95 anni.

## Carriera
Molly si unì all'Air Transport Auxiliary il 16 settembre 1942, dopo aver volato non più di 57 ore, e solo 18 da sola. Consegnò 486 aerei durante la seconda guerra mondiale, 38 diversi tipi di aerei tra cui 276 Spitfire e inoltre Mosquito, Hurricane, Anson, Mustang, Gladiator e bombardieri Wellington. Spesso effettuava tre consegne di aerei in un solo giorno. Volare era rischioso, poiché gli aeroporti erano spesso mimetizzati e i piloti dovevano affidarsi a mappa e bussola: la mappa era legata con un elastico al polpaccio del pilota in modo da poterla sollevare e consultare.
Dopo la guerra, crebbe tre figli con il marito Bernard. Nel 1952 divenne giudice di pace a Oxford. Fu attiva nella raccolta di fondi per varie associazioni di beneficenza nell'Oxfordshire. Molly prestò servizio anche come consigliere parrocchiale nel villaggio di Appleton nell'Oxfordshire.

## Eredità
Nel 2020 il proprietario della Aetheris Film Company, Paul Olavesen-Stabb, ha deciso che, con la dichiarazione di lockdown nel Regno Unito durante l'azione per rallentare la diffusione del Coronavirus, avrebbe trasformato la sceneggiatura del film, già scritta ma senza possibilità di riprese, in un libro. Intitolato Attagirls, è stato pubblicato nell'agosto 2021. Inoltre, Paul Olavesen-Stabb ha anche deciso di lanciare la borsa di studio Molly Rose Pilot, che offre un pacchetto di formazione completamente finanziato fino al livello di licenza di pilota privato. Sono state ricevute oltre 40 candidature da giovani donne di ogni estrazione e la candidata selezionata verrà formata presso il Cambridge Aero Club nell'estate del 2022. Il club ha sede presso il Cambridge Airfield di proprietà del Marshall Group di Cambridge, l'aeroporto in cui Molly ha imparato a volare nel 1938.
Molly ha registrato le esperienze della sua vita per l'Imperial War Museum e queste possono essere ascoltate andando su https://www.iwm.org.uk/collections/item/object/80009749

## Riconoscimenti
Nel 1983 Molly fu nominata vice luogotenente (DL) per l'Oxfordshire.
Nel 1989 fu nominata OBE per i servizi resi all'Oxfordshire.

## Cultura di massa
Nel 2018 fu istituito il Molly Rose Trophy, assegnato ogni anno alla squadra vincitrice del torneo di rugby femminile delle forze armate la cui finale si tiene al Twickenham Stoop.
Nel 2021 fu istituita una borsa di studio annuale, Attagirls Molly Rose Pilot Scholarship, iniziativa per incoraggiare giovani donne a intraprendere una carriera nell'aviazione e in particolare come pilota.
La borsa di studio, istituita con il sostegno finanziario del Marshall of Cambridge e dei figli Graham, Nigel e Gregory e da Philip Meeson, fondatore della compagnia low-cost Jet2, assegna una formazione presso la Cambridge Aero Club, fondata nel 1930 dal fratello di Molly, per una licenza di pilota privato a chi abbia dimostrato interesse per il volo come carriera.
Nel 2017 alla RAF Brize Norton, dove durante il conflitto consegnò aerei, è stata scoperta una targa in suo onore.